# The Batman (película)
The Batman (Batman en Hispanoamérica) es una película estadounidense de superhéroes dirigida por Matt Reeves y basada en el personaje homónimo creado por Bob Kane y Bill Finger para DC Comics. El guion fue escrito por Reeves y Peter Craig, y narra los acontecimientos del vigilante Batman durante su segundo año luchando contra el crimen y la corrupción en Gotham City, además de enfrentarse al asesino serial Riddler. La cinta está protagonizada por Robert Pattinson como el personaje titular, acompañado de un elenco que incluye a Zoë Kravitz, Paul Dano, Jeffrey Wright, John Turturro, Peter Sarsgaard, Andy Serkis y Colin Farrell.
La película fue anunciada en 2015, con Ben Affleck dirigiendo y protagonizando el proyecto. Sin embargo, tras múltiples problemas personales del actor, decidió retirarse del proyecto y Reeves asumió la dirección, con lo que reescribió el guion y seleccionó a un nuevo elenco. La cinta tenía una fecha de estreno prevista por Warner Bros. Pictures para el 25 de junio de 2021, pero fue retrasada dos veces a causa de la pandemia de COVID-19, hasta fijarse al 4 de marzo de 2022. Reeves trató de explorar el lado detectivesco de Batman más que en películas anteriores, inspirándose en las películas de Alfred Hitchcock y la era del Nuevo Hollywood, y en cómics como Year One (1987), The Long Halloween (1996-1997) y Ego (2000). Pattinson fue elegido en mayo de 2019, con el resto del elenco siendo seleccionado a fines del mismo año. La fotografía principal se llevó a cabo en el Reino Unido y Chicago entre enero de 2020 y marzo de 2021.
The Batman es la primera entrega de una trilogía de Batman que compartirá el mismo universo con una serie derivada a estrenarse en HBO Max.
The Batman tuvo su estreno en Londres el 23 de febrero de 2022, pasando a estrenarse en el resto de países el viernes 4 de marzo. Se retrasó dos veces desde la fecha de estreno inicial de junio de 2021 debido a la pandemia de COVID-19. La película ha recaudado $771 millones de dólares en todo el mundo, a partir de un presupuesto de $180 millones, lo que la convierte en la séptima película más taquillera de 2022, habiendo recibido reseñas positivas por parte de los críticos, con elogios por las actuaciones, el estilo visual, la dirección, el guion, las secuencias de acción y la partitura musical. La película pretende lanzar un universo compartido de Batman, con dos secuelas planificadas, siendo la primera The Batman: Part II, con fecha de estreno para octubre de 2027. Una serie de televisión derivada, The Penguin, protagonizada por Farrell, debutó en HBO en septiembre de 2024.

## Argumento
En Halloween, el alcalde de Gotham City Don Mitchell Jr. es asesinado por el asesino en serie Riddler (Enigma en España, Acertijo en Hispanoamérica). El multimillonario Bruce Wayne, que lleva dos años operando en Gotham como el justiciero enmascarado Batman, investiga el hecho junto al Departamento de Policía de Gotham City (GCPD). El teniente James Gordon descubre que Riddler dejó un mensaje para Batman, pero el comisario Pete Savage le reprende por permitir que Batman entre en la escena del crimen y le obliga a marcharse. Riddler mata a Savage, dejando otro mensaje para Batman y enviando un vídeo de su muerte a los medios de comunicación de Gotham.
Batman y Gordon descubren que Riddler dejó un pendrive en el coche de Mitchell; contiene imágenes de Mitchell con una mujer, Annika, en el Iceberg Lounge, un club operado por El Pingüino, lugarteniente del mafioso Carmine Falcone. Batman interroga al Pingüino, que dice no saber nada, pero se da cuenta de que Selina Kyle, compañera de piso de Annika, trabaja allí como camarera. Sigue a Selina hasta la casa de Mitchell, donde descubren el pasaporte de Annika en una caja fuerte. Cuando Annika desaparece, Batman envía a Selina de vuelta al Iceberg Lounge para buscar respuestas. A través de Selina, Batman descubre que el fiscal del distrito de Gotham, Gil Colson, está en la nómina de Falcone, pero Selina cierra la comunicación cuando Batman la presiona sobre su relación con Falcone.
Riddler secuestra a Colson, le ata una bomba de relojería al cuello y le envía a interrumpir el funeral de Mitchell. Cuando Batman llega al lugar, Riddler le llama a través del teléfono de Colson y le impone un reto de tres acertijos. Batman ayuda a Colson a responder a las dos primeras preguntas, pero Colson se niega a responder a la tercera: el nombre del informante que dio a la policía la información que condujo a una histórica redada de drogas que acabó con la operación del mafioso Sal Maroni, por lo que Riddler lo mata. Batman y Gordon deducen que el informante puede ser El Pingüino y le siguen la pista hasta un negocio de drogas. Descubren que la operación de Maroni nunca llegó a su fin y que muchos agentes del Departamento de Policía de Gotham están implicados. Selina los expone inadvertidamente cuando llega a robar el dinero de la droga. Mientras El Pingüino huye, Selina descubre el cadáver de Annika en el maletero de un coche. Batman captura al Pingüino tras perseguirlo en el Batmobile, pero se entera de que no era el informante.
Batman y Gordon siguen el rastro de Riddler hasta las ruinas de un orfanato dirigido por los padres de Bruce, Thomas y Martha Wayne. Se enteran de que Riddler residía en el orfanato y guarda rencor a Thomas; como éste está muerto, ha decidido atacar a Bruce. El mayordomo y cuidador de Bruce, Alfred Pennyworth, es hospitalizado tras abrir una carta bomba dirigida a Bruce. Riddler entonces filtra pruebas que alegan que Thomas, que se postulaba a alcalde cuando fue asesinado, contrató a Falcone para matar a un periodista por amenazar con revelar detalles oscuros sobre el historial de enfermedades mentales de Martha. Bruce, que creció creyendo que su padre era moralmente íntegro, se enfrenta a Alfred. Alfred confirma que Thomas le pidió a Falcone que intimidara al periodista, pero decidió entregar a Falcone a la policía después de enterarse del asesinato; también le dice que supone que Falcone mandó matar a Thomas y a Martha para evitarlo.
Selina le dice a Batman que Falcone es su padre y que la abandonó. Se entera también de que Falcone estranguló a Annika después de que Mitchell le revelara a ella que era el informante, por lo que Selina decide matarlo. Batman y Gordon llegan al Iceberg Lounge a tiempo para detenerla y arrestar a Falcone, pero Riddler lo elimina de un disparo desde un edificio cercano. Desenmascarado como el contable forense Edward Nashton, Riddler es encarcelado en el Hospital Estatal de Arkham. En Arkham, Nashton dice que estaba envidioso de la simpatía que Bruce recibió tras el asesinato de sus padres mientras él, también huérfano, era ignorado, por lo que planeaba asociarse con Batman y convertirse en un vigilante enmascarado similar. Batman rechaza airadamente a Nashton y descubre que ha colocado coches bomba por toda Gotham. Las bombas destruyen el embalse de Gotham e inundan la ciudad. En el caos subsiguiente, Batman y Selina impiden que un grupo de extremistas inspirados por Riddler asesine a la alcaldesa electa Bella Reál. Batman lucha contra los seguidores de Riddler sobre las vigas y los derrota, pero casi es asesinado por un último miembro que está a punto de ejecutar a Batman. Selina llega y rescata a Batman antes de besarlo, agradeciéndole por evitar que ella asesine a Falcone. Sin embargo, el miembro llega y casi mata a Selina con un cuchillo. Enfurecido, Batman se inyecta adrenalina y se despierta, golpeando salvajemente al miembro hasta que Gordon y Selina lo detienen. Al desenmascarar a este último miembro del culto, Batman lo reconoce como un hombre descontento que vio en el funeral del alcalde. Al preguntarle quién es, el hombre responde con picardía: "Soy la venganza". 
Horrorizado por esto, Batman ve una línea eléctrica que desciende hacia las calles inundadas donde está atrapado el mitin. Batman salta sobre él y corta el cable con su emblema de murciélago desmontable, electrocutándose pero salvando a la gente. Después de volver en sí, Batman enciende una bengala y lleva a los sobrevivientes a un lugar seguro. Mientras Batman comienza a ayudar en los esfuerzos de recuperación, Selina considera que la ciudad no puede ser salvada y se marcha de ella, mientras pasea con Batman en su motocicleta por un cementerio. Cuando se separan, Selina a la izquierda y Batman a la derecha, Batman mira hacia adelante satisfecho y esperanzado, lo que implica que algún día Selina puede regresar. Por otro lado, Nashton se hace amigo en Arkham de un misterioso recluso, quien le ofrece consuelo al ver que sus planes de destruir Gotham fallaron. Finalmente, Batman ayuda en los esfuerzos de recuperación de los ciudadanos, prometiendo inspirar esperanza en la corrupta ciudad de Gotham.

## Reparto
- Robert Pattinson como Bruce Wayne / Batman:
Un multimillonario solitario que protege obsesivamente Gotham City como un vigilante enmascarado para hacer frente a su traumático pasado. Batman tiene alrededor de 30 años y aún no es un luchador criminal experimentado, ya que el director Matt Reeves quería explorar el personaje antes de que estuviera "completamente formado". Reeves y Pattinson describieron a Batman como un insomne que no puede delinear entre su personaje y su identidad pública de "estrella de rock recluso" como Bruce, con Reeves comparando su obsesión por ser Batman como una adicción a las drogas. Pattinson dijo que la película cuestiona la naturaleza del heroísmo, ya que Batman es más defectuoso que los superhéroes tradicionales e incapaz de controlarse a sí mismo, tratando de resolver su rabia e "infligir su tipo de justicia". Reeves consideró a hacer una historia sobre Batman aprendiendo a que no debe vengarse, sino inspirar esperanza. Oscar Novak interpreta a un joven Bruce, mientras que Rick English fue el doble de Pattinson.
- Zoë Kravitz como Selina Kyle / Catwoman:
Una camarera de un club nocturno, traficante de drogas y ladrona que conoce a Batman mientras busca a su compañera de cuarto desaparecida; su ambigüedad moral desafía la visión en blanco y negro de Batman del bien y el mal. Kravitz dijo que el personaje se está convirtiendo en una mujer fatal y "descumplando quién es, más allá de alguien que está tratando de sobrevivir". La describió como un personaje misterioso con motivaciones poco claras, que representa la feminidad en contraste con la masculinidad de Batman. Kravitz dijo que Selina y Bruce son "parejas en el crimen", unidos por su deseo de luchar por las personas vulnerables. Reeves vio a Selina como el despertar de Batman a su propia educación protegida y suposiciones preconcebidas. Kravitz se centró más en Selina que en su personaje de Catwoman porque no quería distraerse del viaje emocional del personaje.
- Paul Dano como Edward Nashton / Riddler:[n. 1]
Un contador forense que se inspira en Batman para convertirse en un asesino en serie que apunta a los ciudadanos de élite de Gotham y transmite en vivo sus crímenes. También es un huérfano criado en una pobreza abyecta, se resiente de los ricos y poderosos de Gotham por ignorar a los menos afortunados, y busca "desenmascarar la verdad" sobre Gotham, burlándose de Batman y las fuerzas del orden con acertijos. Reeves dijo que Batman inspiró a Riddler en reflejar la idea de los cómics de que crea a sus propios enemigos y que el ataque de Riddler a Gotham le da al personaje una "agenda política" como una figura similar a un terrorista. Encontró que Batman y Riddler eran "una especie de dos caras de la misma moneda" inquietantes, ya que tienen objetivos similares. Comparó a Riddler con el Asesino del Zodiaco, que sentía que era el Riddler de la "vida real" por su práctica de comunicarse con cifrados y acertijos, mientras que Dano dijo que su actuación equilibró la base de la vida real con la teatralidad de la franquicia de Batman. Joseph Walker interpreta a un joven Nashton.
- Jeffrey Wright como James Gordon:
Un aliado de Batman en el Departamento de Policía de Gotham City (GCPD). Es el único oficial del GCPD en el que confía Batman, y trabajan juntos para resolver el caso de Riddler. Wright describió a Gordon como "relacionado con Gotham City, con el Departamento de Policía de Gotham City, con Batman, con la justicia y con la corrupción". Al igual que la trilogía The Dark Knight de Christopher Nolan (2005-2012), Gordon comienza como teniente del GCPD en The Batman, lo que permite que su progresión a comisario sea representada en películas posteriores. Wright sintió que comenzar con Gordon, como teniente le permitió desempeñar un papel más importante en comparación con las iteraciones cinematográficas anteriores. Reeves sintió que la asociación de Batman y Gordon está más enfatizada en The Batman que en las películas anteriores de Batman, y las comparó con Carl Bernstein (Dustin Hoffman) y Bob Woodward (Robert Redford) de All the President's Men (1974).
- John Turturro como Carmine Falcone:
Un jefe del crimen de Gotham y el padre de Selina. El objetivo principal de Riddler, Falcone tiene gran parte de Gotham bajo su control; Turturro lo describió como un "tipo peligroso", mientras que Reeves dijo que era "aparentemente... un mafioso gentil, pero [él] resulta tener una historia muy, muy oscura detrás de él" y lo comparó con Noah Cross (John Huston) de Chinatown. The Batman sugiere que Falcone jugó un papel en la historia de origen de Batman al ordenar el asesinato de Thomas y Martha Wayne. Falcone usa gafas de sol vintage a lo largo de la película, ya que Turturro sintió que el personaje necesitaba una "máscara".
- Colin Farrell como Oswald «Oz» Cobblepot / El Pingüino:
El teniente jefe de Falcone que dirige el Iceberg Lounge, el club nocturno donde trabaja Selina. Todavía no es el capo del crimen que se le representa como en los cómics, y no le gusta que se le llame el Pingüino. Reeves explicó que el Pingüino es un "tipo mafioso de nivel medio y tiene un poco de espectáculo para él, pero se puede ver que quiere más y que ha sido subestimado". Reeves comparó al Pingüino con Fredo Corleone (John Cazale) de El Padrino (1972), debido a "la insignificancia que vive dentro de él, en una familia que está llena de hombres muy fuertes, muy brillantes, muy capaces y muy violentos".
- Peter Sarsgaard como Gil Colson: El fiscal de distrito de Gotham, a quien Sarsgaard describió como falsete y "distante".
- Jayme Lawson como Bella Reál: Una candidata a la alcaldía de Gotham City que, según Reeves, representa la esperanza.
- Andy Serkis como Alfred Pennyworth:
El mayordomo y mentor de Batman, aunque tienen una relación tensa y rara vez hablan. Pattinson describió a Alfred como el único confidente de Batman, a pesar de que Alfred "¡cree que se ha vuelto loco!" Alfred tiene una formación militar, lo que se refleja en que está "usado a las reglas y regulaciones, la estructura y la precisión", así como a su vestimenta y comportamiento. Para ilustrar la apariencia física de Alfred como veterano militar, a Reeves se le ocurrió la idea de que tuviera un bastón, mientras que Serkis sugirió sus cicatrices faciales. Serkis compartió que Alfred era "parte del servicio secreto y luego del equipo de seguridad que cuidaba de Wayne Enterprises"; sus antecedentes lo llevaron a convertirse más en un "mentor y maestro" que en la figura paterna que Bruce necesitaba. Reeves señaló que Alfred se vio obligado a convertirse en la figura paterna de Bruce a pesar de no tener experiencia, y se siente culpable de que su crianza de Bruce pudiera haber llevado a su viaje obsesivo como Batman.
- Barry Keoghan como Joker.
- Max Carver y Charlie Carver como los Gemelos.

## Producción

### Antecedentes

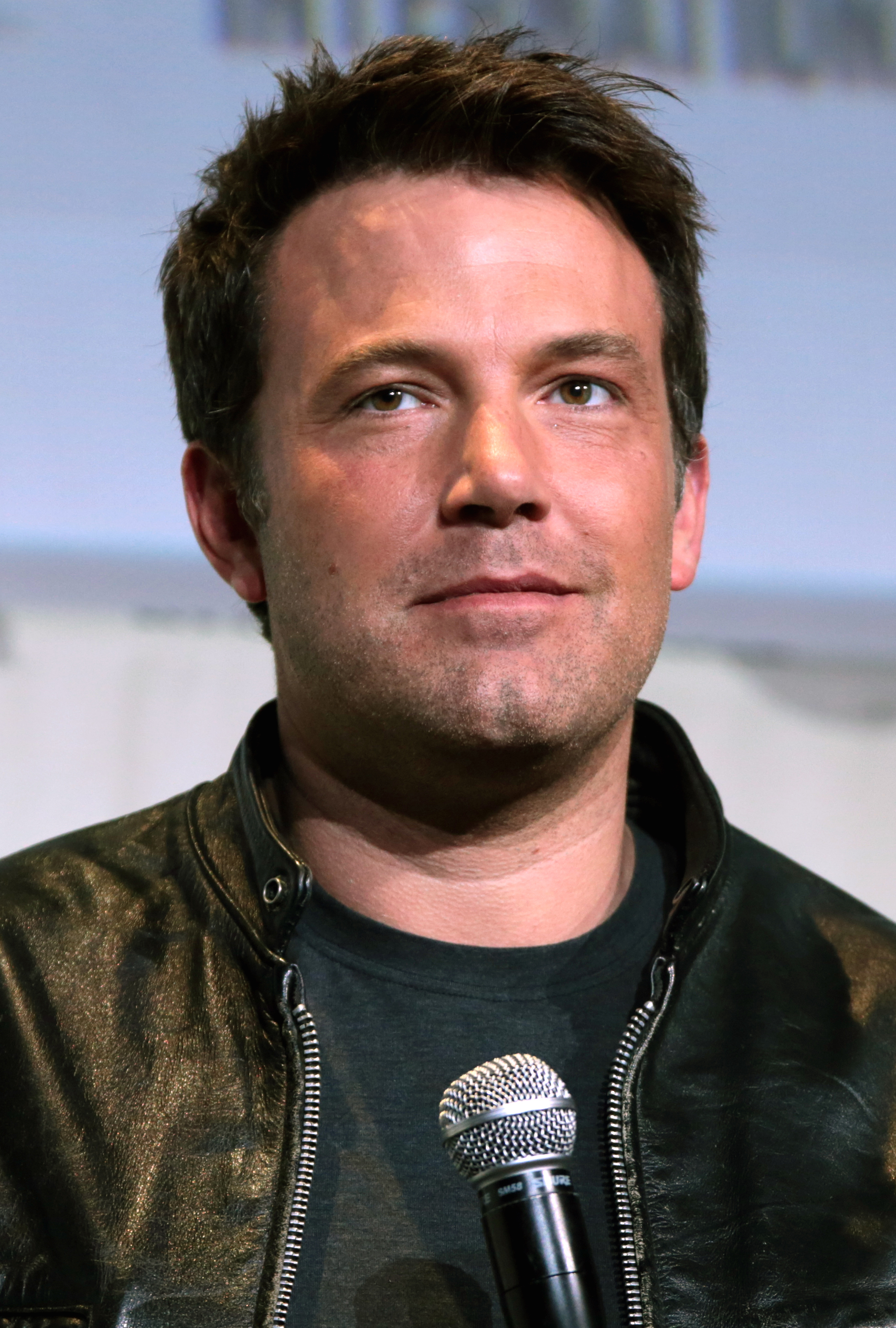
Ben Affleck iba a dirigir y protagonizar la película, pero se retiró del proyecto tras varios problemas personales.

En agosto de 2013, Ben Affleck fue seleccionado para interpretar a Bruce Wayne / Batman en el Universo extendido de DC, con un contrato inicial de al menos tres películas. En octubre de 2014, Warner Bros. Pictures reveló que estaban interesados en una película en solitario para el Batman de Affleck, y en julio de 2015 iniciaron las negociaciones para que también la dirigiera y coescribiera junto a Geoff Johns. El sitio Deadline Hollywood reportó que Affleck y Johns comenzarían a escribir el primer borrador cuando el actor culminara su trabajo en la cinta Live by Night (2016). Affleck debutó como Batman en Batman v Superman: Dawn of Justice (2016) y más tarde apareció en Suicide Squad (2016) y Justice League (2017).
Affleck y Johns terminaron el primer borrador de la película en marzo de 2016, el cual estaría enfocado en la muerte de Robin, la cual fue aludida en Batman v Superman: Dawn of Justice. Al mes siguiente, Kevin Tsujihara, presidente de Warner Bros. Pictures, confirmó la realización de la película, con Affleck dirigiendo. En los meses posteriores, Jeremy Irons y Joe Manganiello se incorporaron al elenco, con Manganiello interpretando a Deathstroke. Affleck confirmó que el filme se titularía The Batman y que iniciaría su producción en 2017, con un estreno programado para mediados de 2018. Sin embargo, en enero de 2017, Affleck aseguró que aún no había un guion escrito y que probablemente terminaría no dirigiendo la película. Poco después, afirmó que finalmente no sería el director, pero que repetiría su papel como Batman y que también sería productor. Además, Chris Terrio fue contratado para reescribir el guion.
Affleck mencionó que se había retirado de la dirección ya que quería enfocarse en ofrecer la mejor actuación posible como Batman. Tras el fracaso de Justice League, el sitio The Hollywood Reporter informó que Warner Bros. Pictures estaba revaluando la dirección que le quería dar a sus películas de superhéroes, y la producción de The Batman se detuvo indefinidamente. Con la salida de Affleck como director, se inició una búsqueda de reemplazos y entre los candidatos estuvieron Matt Ross, Ridley Scott y Fede Álvarez, hasta que Warner Bros. Pictures finalmente se decidió por Matt Reeves en febrero de 2017, pero este no comenzó a trabajar de inmediato debido a que se encontraba ocupado con la postproducción de War for the Planet of the Apes (2017). El director confirmó que estaba trabajando un nuevo guion, y que, aunque la cinta aún sería parte del Universo extendido de DC, no contaría con cameos innecesarios. De igual forma, el Deathstroke de Manganiello fue descartado.
En agosto de 2018, Reeves reveló que la película tendría una historia original y no contaría los orígenes del personaje, además de que el guion ya estaba casi terminado y tendría pocas conexiones con el Universo extendido de DC. El primer borrador del nuevo guion fue enviado a Warner Bros. Pictures al mes siguiente y Reeves expresó que estaba interesado en buscar a un actor más joven para interpretar a Batman, por lo que el protagonismo de Affleck fue puesto en duda. Estos rumores fueron ganando fuerza luego de que Affleck ingresara a rehabilitación por adicción al alcohol. En enero de 2019, Warner Bros. Pictures confirmó que The Batman se estrenaría el 25 de junio de 2021 y que Affleck ya no interpretaría al personaje principal. El actor más tarde revelaría que dejó el papel por su rehabilitación, problemas en la producción de Justice League, su divorcio con Jennifer Garner y falta de interés en interpretar al personaje.

### Preproducción ycasting
A inicios de 2019, comenzó la búsqueda del reemplazo de Affleck como Batman, entre los que estuvieron Robert Pattinson, Nicholas Hoult, Armie Hammer y Aaron Taylor-Johnson. La primera opción de Matt Reeves fue Pattinson, pero no estaba seguro de si el actor estaría dispuesto a asumir el rol, ya que durante su carrera había estado evadiendo participar en franquicias de grandes productoras, entre estas el Universo cinematográfico de Marvel. Su segunda opción fue Hoult, pero también dudó de si el actor estaría dispuesto a aceptar el papel por su previa participación en las películas de la saga X-Men. Reeves se reunió con ambos actores en abril de 2020 y al mes siguiente se hicieron pruebas en Burbank (California), hasta que Pattinson resultó finalmente elegido para interpretar a Batman. La noticia tuvo una respuesta mayormente negativa por parte de los seguidores de DC Comics, principalmente por la participación de Pattinson en la saga de Twilight. Pese a esto, el actor se mostró entusiasmado por interpretar al personaje y varias celebridades defendieron la decisión de Reeves. Para poder cumplir con las exigencias físicas del papel, Pattinson tomó clases de jiu-jitsu brasileño con el coreógrafo de John Wick (2014), además de haber tomado consejos de Christopher Nolan, quien lo dirigió en Tenet (2020). Para el dialecto de Batman, tomó inspiración de la actuación de Willem Dafoe en The Lighthouse (2019). También buscó inspiración viendo películas de varios actores populares en el género de superhéroes como Robert Downey Jr., Chris Hemsworth, Chris Evans, y Christian Bale, siendo este último quien personificó a Batman en la trilogía de The Dark Knight. El cantante de Nirvana Kurt Cobain y el papel de Al Pacino en El padrino también inspiraron a Pattison.
En septiembre de 2019, a Jeffrey Wright se le ofreció el papel de James Gordon, mientras que a Jonah Hill el de Riddler o Pingüino. Al mes siguiente, Wright se unió al elenco, mientras que Hill rechazó los dos papeles que se le ofrecieron. De acuerdo con la revista Variety, Hill había exigido un pago de $10 millones, más del doble del de Pattinson, y esto no le fue concedido. Posteriormente, Zoë Kravitz fue seleccionada para interpretar a Catwoman, personaje al que anteriormente había dado voz en The Lego Batman Movie (2017). Otras actrices que también audicionaron para el papel fueron Zazie Beetz, Eiza González, Ella Balinska, Ana de Armas y Alicia Vikander. Al poco tiempo, Paul Dano fue seleccionado para dar vida a Riddler. En noviembre, Andy Serkis fue seleccionado para interpretar a Alfred Pennyworth, mientras que Colin Farrell fue elegido para el rol del Pingüino y John Turturro para encarnar a Carmine Falcone. Para interpretar al Pingüino, Farrell debió subir de peso y utilizar maquillaje protésico. Los actores Jayme Lawson y Peter Sarsgaard se incorporaron al elenco al mes siguiente. Después de iniciado el rodaje, también se incorporaron al elenco Gil Perez-Abraham y los gemelos Charlie y Max Carver.

### Guion
En el guion original escrito por Affleck, The Batman iba a tener lugar tras los eventos de Batman v Superman: Dawn of Justice (2016) y Justice League (2017), y la historia iba a ser mayormente original, pero incluyendo ciertos elementos de los cómics, tal como hizo Zack Snyder para ambas cintas. De acuerdo con Robert Richardson, quien iba a estar encargado de la fotografía en la versión dirigida por Affleck, la historia original se iba a desarrollar en el Manicomio Arkham e iba a abarcar temas como la locura de Batman.
Cuando Matt Reeves asumió el rol de director, reescribió el guion enfocándose mayormente en los inicios de Batman como vigilante de Gotham City y sus dotes como investigador. Reeves explicó que se enfocaría más en «el corazón y mente del personaje», tomando como inspiración el trabajo de Alfred Hitchcock. Además, expresó que buscaba que el filme se sintiera creíble y se inspiró de The French Connection (1971), Chinatown (1974) y Taxi Driver (1976). También tomó inspiración de la historia de Batman: Ego, escrita por Darwyn Cooke y Jon Babcock en el 2000, la cual narra la psicología de Batman.
Los eventos de la película transcurren en el mismo lapso de tiempo que Batman: Year Two, un arco narrativo de cuatro partes escrito por Mike W. Barr en 1987. Reeves señaló que los villanos también estarían en sus fases iniciales y que mostraría su transformación de simples criminales a iconos de Gotham City. Durante la DC FanDome en agosto de 2020, Walter Hamada confirmó que The Batman ya no formaría parte del Universo extendido de DC.

### Rodaje
El rodaje de la película inició en enero de 2020 en la ciudad de Londres (Reino Unido). Greig Fraser fue el encargado de la dirección de fotografía, siendo su segundo trabajo junto a Reeves tras Let Me In (2010). Al mes siguiente del inicio del rodaje, se filmaron algunas escenas en la Necrópolis de Glasgow (Escocia). En marzo, la producción se mudó a Liverpool a causa de la pandemia de COVID-19 y poco después se suspendió indefinidamente por el mismo motivo. Matt Reeves anunció que la producción no sería retomada hasta que fuera seguro volver a trabajar y la revista Variety estimó que la producción no podría ser retomada por lo menos hasta mayo, por lo que un retraso en su lanzamiento era inevitable. Algunas semanas después, Warner Bros. Pictures retrasó el estreno de la película hasta octubre de 2021. Reeves aseguró que al menos un cuarto de la cinta ya había sido filmado antes de la suspensión de la producción. En mayo, el gobierno del Reino Unido dio permiso a las productoras de retomar las grabaciones, siempre y cuando se cumplieran con las debidas medidas de seguridad. El rodaje se retomó en septiembre y se limitó a los Warner Bros. Studios Leavesden en Hertfordshire. A todo el elenco y miembros del equipo se les exigió que debían hospedarse cerca del estudio y no abandonar las áreas cercanas. El rodaje fue detenido nuevamente a los pocos días luego de que Robert Pattinson diera positivo de COVID-19, pero fue retomado dos semanas después tras haberse recuperado y que todo el equipo fuera puesto en cuarentena. A principios de octubre, el estreno de la película se retrasó hasta el 4 de marzo de 2022 debido a los retrasos en la producción. El rodaje de una escena funeraria tuvo lugar en St George's Hall en Liverpool, duplicando el Ayuntamiento de Gotham. El rodaje en Liverpool también tuvo lugar en el cementerio de Anfield y el Royal Liver Building. Los exteriores de Gotham City fueron filmados en Chicago. Tras catorce meses de haber iniciado, el rodaje culminó oficialmente el 13 de marzo de 2021.

### Música
A inicios de octubre de 2019, Matt Reeves reveló que el encargado de realizar la música del filme sería Michael Giacchino, con quien ya había trabajado en Cloverfield (2008), Let Me In (2010), Dawn of the Planet of the Apes (2014) y War for the Planet of the Apes (2017). Más tarde ese mismo mes, Giacchino afirmó que Reeves le había dado total libertad sobre la música y que ya había completado el tema principal de la cinta ya que «no aguantó las ganas por la emoción». Aunque la música suele ser un aspecto de postproducción, Reeves aprobó el tema principal ya que les sirvió para la campaña publicitaria de la cinta.

Todas las canciones escritas y compuestas por Michael Giacchino (a excepción de "Something in the Way"). 
| N.º | Título                                                                     | Duración |  |
| 1.  | «Can't Fight City Halloween»                                               | 4:04     |  |
| 2.  | «Mayoral Ducting»                                                          | 2:34     |  |
| 3.  | «It's Raining Vengeance»                                                   | 4:31     |  |
| 4.  | «Don't Be Voyeur with Me»                                                  | 2:38     |  |
| 5.  | «Crossing the Feline»                                                      | 1:46     |  |
| 6.  | «Gannika Girl»                                                             | 2:30     |  |
| 7.  | «Moving in for the Gil»                                                    | 4:23     |  |
| 8.  | «Funeral and Far Between»                                                  | 1:45     |  |
| 9.  | «Collar ID»                                                                | 1:15     |  |
| 10. | «Escaped Crusader»                                                         | 2:44     |  |
| 11. | «Penguin of Guilt»                                                         | 3:44     |  |
| 12. | «Highway to the Anger Zone»                                                | 5:19     |  |
| 13. | «World's Worst Translator»                                                 | 3:34     |  |
| 14. | «Riddles, Riddles Everywhere»                                              | 1:5      |  |
| 15. | «Meow and You and Everyone We Know»                                        | 5:18     |  |
| 16. | «For All Your Pennyworth»                                                  | 2:38     |  |
| 17. | «Are You a Kenzie or a Can't-zie?»                                         | 5:45     |  |
| 18. | «An Im-purr-fect Murder»                                                   | 3:48     |  |
| 19. | «The Great Pumpkin Pie»                                                    | 2:22     |  |
| 20. | «Hoarding School»                                                          | 4:55     |  |
| 21. | «A Flood of Terrors»                                                       | 4:29     |  |
| 22. | «A Bat in the Rafters, Pt. 1»                                              | 4:33     |  |
| 23. | «A Bat in the Rafters, Pt. 2»                                              | 6:42     |  |
| 24. | «The Bat's True Calling»                                                   | 3:05     |  |
| 25. | «All's Well That Ends Farewell»                                            | 2:41     |  |
| 26. | «The Batman»                                                               | 6:47     |  |
| 27. | «The Riddler»                                                              | 5:01     |  |
| 28. | «Catwoman»                                                                 | 3:03     |  |
| 29. | «Sonata in Darkness»                                                       | 12:11    |  |
| 30. | «Something in the Way» (interpretada por Nirvana; escrita por Kurt Cobain) | 3:52     |  |

## Promoción
El primer vistazo de la película fue publicado por Matt Reeves el 13 de febrero de 2020, que resultó ser un vídeo de un minuto que mostraba ligeramente a Robert Pattinson en el traje de Batman con el tema principal hecho por Michael Giacchino sonando de fondo. El clip generó debate en Internet sobre la dirección que tomaría la película respecto a las adaptaciones ya existentes del personaje. Semanas después, el 4 de marzo, Reeves reveló la primera imagen del Batmobile, el cual fue descrito como «más atractivo y sofisticado» que los del pasado, y que además evocaba a sagas de acción como Fast & Furious y James Bond.
El primer tráiler de la película fue publicado el 22 de agosto de 2020 durante la DC FanDome, en el cual se pudo percibir un tono más oscuro al de las entregas anteriores de Batman. Un segundo tráiler, donde se vio por primera vez a Zoë Kravitz caracterizada como Catwoman, fue lanzado el 16 de octubre de 2021, también durante la DC FanDome.
Warner Bros. lanzó una campaña de marketing viral en diciembre de 2021 con el sitio web www.rataalada.com. El sitio web permite a los usuarios entablar conversaciones simuladas con Riddler, y resolver sus acertijos desbloquea obras de arte promocionales. La recompensa final del sitio web es la escena eliminada en la que Batman se encuentra con el Joker de Barry Keoghan en Arkham. Un tercer tráiler, titulado "The Bat and the Cat", se lanzó el 27 de diciembre y se centra en la relación entre Batman y Catwoman. Jeremy Mathai ya sentía que el marketing de la película había sido excelente y estaba impresionado de que se tratara de "otro tráiler increíble". Asha Barbaschow y Rob Bricken de Gizmodo opinaron que Pattinson parecía un mejor Batman que sus predecesores, Bale y Affleck. Estaban intrigados por la insinuación del tráiler de que Riddler se posicionaría a sí mismo como un "agente de la justicia" y estaban emocionados ante la perspectiva de que Reeves alterara la historia del origen de Batman.
WarnerMedia gastó más de 28 millones de dólares en anuncios de televisión y autorizó una cantidad significativa de productos para promocionar la película; describiendo la promoción como "la más grande colección de productos de Batman en una década".  La promoción incluía Hot Wheels, juguetes de Mattel, sets de LEGO, ropa, cosméticos, galletas Oreo, y figuras de acción de McFarlane Toys y Funko.

## Estreno
The Batman estaba inicialmente prevista para ser estrenada el 25 de junio de 2021, pero fue retrasada al 1 de octubre de 2021 a causa del paro de la producción en marzo de 2020 por la pandemia de COVID-19. Luego de que la película Dune fuese atrasada a la misma fecha por el mismo motivo, The Batman fue nuevamente retrasada, esta vez al 4 de marzo de 2022.

### Medios domésticos
The Batman fue lanzada en descarga digital así como para streaming en HBO Max el 18 de abril de 2022, un día antes de lo anunciado inicialmente. Fue la primera película de Warner Bros. en más de un año que no se transmitió en HBO Max simultáneamente con su estreno en cines. La película se transmitió en HBO el 23 de abril y se estrenará en Ultra HD Blu-ray, Blu-ray y DVD por Warner Bros. Home Entertainment el 24 de mayo.

## Recepción

### Taquilla
Hasta el 4 de abril de 2022, The Batman había recaudado $369,2 millones de dólares en Estados Unidos y Canadá, y $362,7 millones en otros territorios, para un total acumulado mundial de $771,5 millones de dólares. Fue la película más taquillera de 2022, así como la película de asesinos en serie más taquillera. La película alcanzó el hito de los 500 millones de dólares el 17 de marzo, con una recaudación mundial de 505,8 millones de dólares.
En Estados Unidos y Canadá, se proyectó que The Batman recaudaría entre $115 y 170 millones de dólares en 4.417 salas de cine en su primer fin de semana, y entre $330 y $475 millones de dólares para su taquilla nacional total. Las entradas para las proyecciones anticipadas de IMAX se agotaron un día después de salir a la venta, el 8 de febrero de 2022. La película recaudó 57 millones de dólares en su primer día en los Estados Unidos y Canadá, que incluyeron 17,6 millones de dólares de las proyecciones avanzadas del jueves por la noche y 4 millones de dólares de las proyecciones avanzadas del martes y el miércoles. Recaudó $134 millones de dólares en su primer fin de semana, convirtiéndose en la segunda película estrenada durante la pandemia de COVID-19 en recaudar más de $100 millones de dólares en los Estados Unidos y Canadá en su primer fin de semana. También se convirtió en la película de Warner Bros. más taquillera de la era de la pandemia a nivel nacional, consiguiendo ese logro en solo tres días. Más del 65% de la audiencia en el primer fin de semana eran hombres, mientras que más del 60% tenían entre 18 y 34 años. La película recaudó $66,5 millones de dólares en su segundo fin de semana, cayendo un 50% pero manteniéndose en la cima de la taquilla. El tercer fin de semana recaudó $ 36,7 millones de dólares, una caída del 45%, mientras que también esta recaudación la convierte en la segunda película en la era de la pandemia en recaudar más de $300 millones de dólares en Estados Unidos y Canadá. En el cuarto fin de semana fue desplazada al segundo lugar por La ciudad perdida, ganando $20,5 millones de dólares, lo que representa una caída del 44%.
En Corea del Sur, The Batman abrió con 1,7 millones de dólares, la mayor apertura en el país en 2022. Hasta el 2 de marzo, había ganado 5,3 millones de dólares en ocho países. En Francia recaudó $2,1 millones, la apertura más alta en el país en 2022. Hasta el 4 de marzo, había ganado un estimado de $54 millones de dólares en 74 países fuera de Estados Unidos y Canadá. En el Reino Unido abrió con $6,4 millones de dólares, la segunda apertura más alta en el país durante la pandemia. También tuvo la segunda apertura de pandemia más alta en España, recaudando $1,2 millones de dólares. Recaudó alrededor de $124,2 millones de dólares al final de la semana en 74 países fuera de Estados Unidos y Canadá, y ocupó el primer lugar en 73 de ellos durante el fin de semana. Ganó $22,3 millones de dólares a nivel mundial en los cines IMAX, el segundo fin de semana de apertura más alto para la cadena desde diciembre de 2019. Además, tuvo el segundo fin de semana de apertura más alto de la era de la pandemia en dieciséis países, incluidos el Reino Unido ($18,1 millones), México ($12,1 millones), Australia ($9,3 millones), Brasil ($ ₩8,8 millones), Francia ($8,4 millones), Alemania ($5,1 millones), Corea ($4,4 millones), Italia ($4,1 millones), España ($3,7 millones) e India ($3,4 millones). También obtuvo el mayor fin de semana de estreno para Warner Bros. en 62 países durante la pandemia.

### Crítica
The Batman recibió reseñas generalmente positivas de parte de la crítica y de la audiencia. En el sitio web especializado Rotten Tomatoes, la película posee una aprobación de 85%, basada en 518 reseñas, con una calificación de 7.7/10 y con un consenso crítico que dice: "Un super-noir sombrío, arenoso y apasionante, The Batman se encuentra entre las entregas de acción en vivo más sombrías, y más emocionantemente ambiciosas, del Caballero de la Noche." De parte de la audiencia tiene una aprobación de 85%, basada en más de 50 000 votos, con una calificación de 4.3/5.
El sitio web Metacritic le dio a la película una puntuación de 72 de 100, basada en 68 reseñas, indicando "reseñas generalmente favorables". Las audiencias encuestadas por CinemaScore le otorgaron a la película una "A̟-" en una escala de A+ a F, mientras que en el sitio IMDb los usuarios le asignaron una calificación de 7.8/10, sobre la base de 630 693 votos. En la página web FilmAffinity la cinta tiene una calificación de 7.0/10, basada en 29 368 votos.

### Premios y nominaciones
| Premio                                                  | Fecha                   | Categoría                                                             | Nominados                                                 | Resultado | Ref.    |
| ------------------------------------------------------- | ----------------------- | --------------------------------------------------------------------- | --------------------------------------------------------- | --------- | ------- |
| Golden Trailer Awards                                   | 22 de julio de 2022     | Mejor teaser                                                          | Statement Advertising                                     | Nominado  |         |
| Golden Trailer Awards                                   | 22 de julio de 2022     | Mejores Motion/Title Graphics                                         | Devastudios, Inc.                                         | Nominado  |         |
| Golden Trailer Awards                                   | 22 de julio de 2022     | Mejor edición de sonido                                               | Statement Advertising                                     | Nominado  |         |
| Hollywood Critics Association Midseason Film Awards     | 1 de julio de 2022      | Mejor película                                                        | The Batman                                                | Nominada  |         |
| Hollywood Critics Association Midseason Film Awards     | 1 de julio de 2022      | Mejor director                                                        | Matt Reeves                                               | Nominado  |         |
| Hollywood Critics Association Midseason Film Awards     | 1 de julio de 2022      | Mejor actor de reparto                                                | Colin Farrell                                             | Nominado  |         |
| Hollywood Critics Association Midseason Film Awards     | 1 de julio de 2022      | Mejor actor de reparto                                                | Paul Dano                                                 | Nominado  |         |
| Hollywood Critics Association Midseason Film Awards     | 1 de julio de 2022      | Mejor actriz de reparto                                               | Zoë Kravitz                                               | Nominada  |         |
| Hollywood Critics Association Midseason Film Awards     | 1 de julio de 2022      | Mejor guion                                                           | Matt Reeves y Peter Craig                                 | Nominados |         |
| MTV Movie & TV Awards                                   | 5 de junio de 2022      | Mejor película                                                        | The Batman                                                | Nominada  |         |
| MTV Movie & TV Awards                                   | 5 de junio de 2022      | Mejor actuación                                                       | Robert Pattinson                                          | Nominado  |         |
| MTV Movie & TV Awards                                   | 5 de junio de 2022      | Mejor villano                                                         | Colin Farrell                                             | Nominado  |         |
| MTV Movie & TV Awards                                   | 5 de junio de 2022      | Mejor beso                                                            | Robert Pattinson y Zoë Kravitz                            | Nominados |         |
| Premios Saturn                                          | 25 de octubre de 2022   | Mejor película de superhéroes                                         | The Batman                                                | Nominada  |         |
| Premios Saturn                                          | 25 de octubre de 2022   | Mejor actor                                                           | Robert Pattinson                                          | Nominado  |         |
| Premios Saturn                                          | 25 de octubre de 2022   | Mejor actriz                                                          | Zoë Kravitz                                               | Nominada  |         |
| Premios Saturn                                          | 25 de octubre de 2022   | Mejor actor de reparto                                                | Paul Dano                                                 | Nominado  |         |
| Premios Saturn                                          | 25 de octubre de 2022   | Mejor actor de reparto                                                | Colin Farrell                                             | Nominado  |         |
| Premios Saturn                                          | 25 de octubre de 2022   | Mejor director                                                        | Matt Reeves                                               | Ganador   |         |
| Premios Saturn                                          | 25 de octubre de 2022   | Mejor guion                                                           | Matt Reeves, Peter Craig                                  | Nominados |         |
| Premios Saturn                                          | 25 de octubre de 2022   | Mejor música                                                          | Michael Giacchino                                         | Nominado  |         |
| Premios Saturn                                          | 25 de octubre de 2022   | Mejor montaje                                                         | William Hoy, Tyler Nelson                                 | Nominados |         |
| Premios Saturn                                          | 25 de octubre de 2022   | Mejor diseño de producción                                            | James Chinlund                                            | Nominado  |         |
| Premios Saturn                                          | 25 de octubre de 2022   | Mejor vestuario                                                       | Jacqueline Durran, David Crossman, Glyn Dillon            | Ganadores |         |
| Premios Saturn                                          | 25 de octubre de 2022   | Mejor maquillaje                                                      | Mike Marino, Naomi Donne                                  | Nominados |         |
| Hollywood Music in Media Awards                         | 16 de noviembre de 2022 | Mejor banda sonora en una película de ciencia ficción                 | Michael Giacchino                                         | Nominado  | [ 103 ] |
| Premios People's Choice                                 | 6 de diciembre de 2022  | Mejor película de 2022                                                | The Batman                                                | Nominada  | [ 104 ] |
| Premios People's Choice                                 | 6 de diciembre de 2022  | Mejor película de acción de 2022                                      | The Batman                                                | Nominada  | [ 104 ] |
| Premios People's Choice                                 | 6 de diciembre de 2022  | Mejor estrella de acción de 2022                                      | Zoë Kravitz                                               | Nominada  | [ 104 ] |
| Washington D. C. Area Film Critics Association          | 12 de diciembre de 2022 | Mejor banda sonora                                                    | Michael Giacchino                                         | Ganador   | [ 105 ] |
| Asociación de Críticos de Cine de Chicago               | 14 de diciembre de 2022 | Mejor banda sonora                                                    | Michael Giacchino                                         | Nominado  | [ 106 ] |
| Asociación de Críticos de Cine de San Luis              | 18 de diciembre de 2022 | Mejor banda sonora                                                    | Michael Giacchino                                         | Finalista | [ 107 ] |
| Asociación de Críticos de Cine de San Luis              | 18 de diciembre de 2022 | Mejor fotografía                                                      | Greig Fraser                                              | Finalista | [ 107 ] |
| Asociación de Críticos de Cine de Dallas-Fort Worth     | 19 de diciembre de 2022 | Mejor fotografía                                                      | Greig Fraser                                              | Finalista | [ 108 ] |
| Asociación de Críticos de Cine de Austin                | 15 de enero de 2023     | Mejor banda sonora                                                    | Michael Giacchino                                         | Nominada  | [ 109 ] |
| Premios de la Crítica Cinematográfica                   | 15 de enero de 2023     | Mejor coompositor de banda sonora                                     | Michael Giacchino                                         | Nominada  | [ 110 ] |
| Premios de la Crítica Cinematográfica                   | 15 de enero de 2023     | Mejor maquillaje                                                      | The Batman                                                | Nominada  | [ 110 ] |
| Premios de la Crítica Cinematográfica                   | 15 de enero de 2023     | Mejores efectos visuales                                              | The Batman                                                | Nominada  | [ 110 ] |
| London Film Critics' Circle                             | 5 de febrero de 2023    | Mejor actor británico/irlandés (por cuerpo de trabajo)                | Colin Farrell                                             | Nominado  | [ 111 ] |
| Premios Grammy                                          | 5 de febrero de 2023    | Mejor álbum de banda sonora para medio visual                         | Michael Giacchino                                         | Nominada  | [ 112 ] |
| Premios Black Reel                                      | 6 de febrero de 2023    | Mejor actor de reparto                                                | Jeffrey Wright                                            | Nominado  | [ 113 ] |
| Satellite Awards                                        | 11 de febrero de 2023   | Mejores efectos visuales                                              | Dan Lemmon, Russell Earl, Anders Langlands, Dominic Tuohy | Nominada  | [ 114 ] |
| Premios de la Sociedad de Decoradores de Estados Unidos | 14 de febrero de 2023   | Mejor decoración/diseño en una película de ciencia ficción o fantasía | Lee Sandales, James Chinlund                              | Nominada  | [ 115 ] |
| Hollywood Critics Association Creative Arts Awards      | 17 de febrero de 2023   | Mejor fotografía                                                      | Greig Fraser                                              | Nominada  | [ 116 ] |
| Hollywood Critics Association Creative Arts Awards      | 17 de febrero de 2023   | Mejor maquillaje y peinado                                            | Naomi Donne, Mike Marino, Zoe Tahir                       | Nominada  | [ 116 ] |
| Hollywood Critics Association Creative Arts Awards      | 17 de febrero de 2023   | Mejor diseño de producción                                            | James Chinlund, Lee Sandales                              | Nominada  | [ 116 ] |
| Hollywood Critics Association Creative Arts Awards      | 17 de febrero de 2023   | Mejor banda sonora                                                    | Michael Giacchino                                         | Nominada  | [ 116 ] |
| Hollywood Critics Association Creative Arts Awards      | 17 de febrero de 2023   | Mejor sonido                                                          | Stuart Wilson, William Files, Douglas Murray, Andy Nelson | Nominada  | [ 116 ] |
| Hollywood Critics Association Creative Arts Awards      | 17 de febrero de 2023   | Mejores acrobacias                                                    | The Batman                                                | Nominada  | [ 116 ] |

## Otros medios
Una novela precuela, Before the Batman: An Original Movie Novel, fue escrita por David Lewman y lanzada el 1 de febrero de 2022. Explora los orígenes de Batman y Riddler. En marzo, Reeves anunció The Riddler: Year One, un cómic de precuela publicado bimensualmente a través del sello Black Label orientado a adultos de DC a partir de octubre de 2022. La serie limitada de seis números está escrita por Paul Dano e ilustrada por Stevan Subic.

## Futuro

### Universo compartido y secuelas
WarnerMedia planea usar The Batman para establecer un nuevo universo compartido, y la película está destinada a ser la primera de una trilogía cinematográfica de Batman. Se informó que los miembros clave del elenco se habían firmado contratos para películas futuras a partir de noviembre de 2019. En diciembre de 2021, Pattinson dijo que tenía ideas para desarrollar el personaje de Batman en más películas, mientras que Clark dijo que "The Batman" sentaría las bases para futuras películas. Pattinson y Reeves expresaron interés en presentar a Robin y presentar a la Corte de los Búhos, Calendar Man, Mr. Freeze, o Hush como villanos en una secuela. Se anunció una secuela en CinemaCon en abril de 2022, con Pattinson y Reeves listos para regresar. El 31 de enero de 2023 se anunció la fecha de estreno con título oficial, The Batman: Part II se lanzará el 2 de octubre de 2027.

### El Pingüino
Para septiembre de 2021, HBO Max estaba desarrollando una serie derivada centrada en El Pingüino. Lauren LeFranc fue contratada para ser showrunner y escribir la serie, y se le acercó a Farrell para que retomara su papel en la película, aunque no se había llegado a ningún acuerdo. Reeves y Clark son productores ejecutivos de la serie, que Deadline Hollywood comparó con la película de 1983 Scarface, trazando el ascenso al poder del Pingüino en el inframundo criminal de Gotham después de los eventos de la película.. En diciembre de 2021, Farrell firmó para retomar su papel, y se informó que también se desempeñará como productor ejecutivo. El Spin-off fue el más avanzado en desarrollo en marzo de 2022, y Reeves dijo que vendría antes de una secuela de The Batman. HBO Max ordenó 'El Pingüino' como serie limitada ese mes En octubre, Craig Zobel fue contratado para dirigir los dos primeros episodios de la serie y para actuar como productor ejecutivo. El total de la serie será de aproximadamente seis a ocho horas de contenido y se establece una semana después de los eventos de "The Batman". El rodaje comenzó en marzo de 2023, en la ciudad de Nueva York. Se espera que dure hasta mediados de 2023. El Pingüino consta de ocho episodios.La serie se estrenó en HBO el 19 de septiembre de 2024.

### Series no producidas

#### Serie del Departamento de Policía de Gotham City
En julio de 2020, HBO Max comenzó a desarrollar una serie derivada basada en el Departamento de Policía de Gotham City, la cual se ubicaría en el mismo universo del filme. Matt Reeves y Terence Winter servirán como productores ejecutivos de la serie junto con Daniel Pipski, Adam Kassan y Dylan Clark. Tras el anuncio de la serie, no estaba claro si actores como Wright y Pattinson repetirían sus papeles de la película. Durante la DC FanDome en agosto de 2020, se reveló que la serie sería una precuela, mostrando el primer año de Batman desde la perspectiva del cuerpo policial de Gotham City. En noviembre de 2020, Winter abandonó el proyecto por diferencias creativas. En enero de 2021, Joe Barton fue contratado para reemplazar a Winter como showrunner. En marzo de 2022, Reeves dijo que la serie estaba suspendida indefinidamente, aunque esperaba volver a visitar la premisa en el futuro. Wright reveló que hubo discusiones sobre su aparición en la serie, pero no consideró la idea antes del lanzamiento de la película. Variety informó en octubre de 2022 que el programa aún estaba en desarrollo.

#### Serie de Arkham sin título
Al revelar que la serie derivada de GCPD no avanzaba en marzo de 2022, Reeves explicó que había llevado a trabajar en una nueva idea basada en Arkham State Hospital. Dijo que la serie se basaría en la introducción de Arkham en la película y exploraría los orígenes de diferentes personajes relacionados con ella. Imaginó un tono de terror, con Arkham representado como una casa embrujada. En octubre de 2022, se informó que Antonio Campos había sido contratado como showrunner para la serie, además de desempeñarse como director y productor ejecutivo.